# Kukići
Kukići (cyr. Кукићи) – wieś w Serbii, w okręgu morawickim, w mieście Čačak. W 2011 roku liczyła 490 mieszkańców.